# Helmspecht
Der Helmspecht (Dryocopus pileatus, Syn.: Hylatomus pileatus) ist eine Spechtart aus der Gattung Dryocopus innerhalb der Unterfamilie der Echten Spechte (Picinae). Wenn, wie zurzeit anzunehmen ist, Kaiserspecht und Elfenbeinspecht ausgestorben sind, ist diese in Nordamerika weit verbreitete Spechtart der größte Specht des Kontinents. Er ist nahe mit dem paläarktischen Schwarzspecht verwandt. Helmspechte sind Hackspechte, die sich von verschiedenen großen Ameisenarten sowie von Larven holzbohrender Käferarten ernähren. Bis auf meist kleinräumige Ausgleichsbewegungen sind Helmspechte sehr standorttreu und verlassen auch in strengen Wintern das Brutgebiet nicht. Wie der heimische Schwarzspecht ist der Helmspecht ein wichtiger Höhlenlieferant: Aufgegebene Brut- und Schlafhöhlen werden von einer Reihe von Vogelarten, aber auch von Säugetieren und Reptilien genutzt. Der Helmspecht diente Walter Lantz als Vorlage zur Cartoon-Figur Woody Woodpecker.

## Aussehen

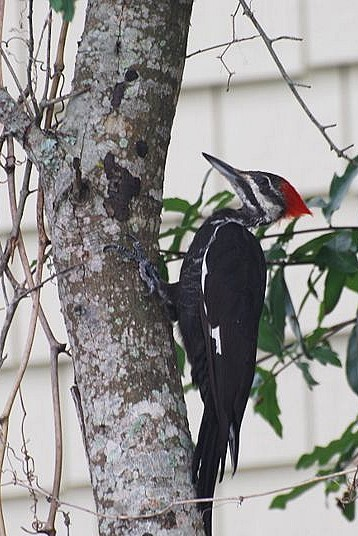
Adulter weiblicher Helmspecht

Der Helmspecht ist auf Grund seiner Größe, seines schwarz-weiß gezonten Gesichtes und des auffallend verlängerten roten Schopfes nahezu unverwechselbar. Auch seine Lautäußerungen sind so charakteristisch, dass Verwechslungen auszuschließen sind.
Helmspechte sind mit maximal 49 Zentimetern Körperlänge und einem Gewicht von bis zu 350 Gramm nur geringfügig kleiner und leichter als Schwarzspechte. Wie bei allen Dryocopus-Arten sind die Weibchen kleiner und leichter, beim Helmspecht ist dieser Größenunterschied mit bis zu 15 Prozent recht auffallend. Helmspechte wirken im Sitzen ausgesprochen lang und schlank, vor allem der Hals erscheint sehr dünn. Das Körpergefieder ist bis auf einen individuell verschieden großen weißen Bereich an den Basen der äußeren Armschwingen sowie der Handschwingen schwarz. Dieses Schwarz ist je nach Gefiederzustand stumpf holzkohlefarben oder glänzend, bei unterschiedlichem Lichteinfall auch metallisch irisierend. Der Rücken wirkt etwas heller und erscheint manchmal leicht grau-schwarz geflockt. Adulte Spechte tragen in beiden Geschlechtern eine leuchtend rote, nach hinten zu einem spitz zulaufenden, etwas aufgerichteten Schopf ausgebildete Federhaube. Über das Auge zieht sich eine schmale, schwarze Augenmaske, die oben schmal, unten jedoch breit weiß gerandet ist; die untere weiße Begrenzung verläuft über den gesamten seitlichen Hals und seitlichen Vorderrücken und ist bei den meisten Unterarten mit der Weißzeichnung des Unterflügels verbunden. Der Schnabel ist mit bis zu sechs Zentimetern sehr lang, auf der Oberseite dunkel schiefergrau, auf der Unterseite zu deutlich heller. Die Schnabelspitze ist dunkelgrau bis schwarz. Die Iris beider Geschlechter ist gelborange.
Die vierzehigen schiefergrauen Füße sowie das Laufbein sind weiß geringelt.
Im Flug wirkt dieser Specht bis auf die weißen Gesichtsabzeichen und die breite Weißzeichnung des Unterflügels schwarz. Der Distanzflug der Helmspechte verläuft bei sehr tief durchgezogenen Flügelschlägen weitgehend geradlinig.
Weibchen sind etwas kleiner, Stirn und Wangen sind bei ihnen grau-gelblich gestreift, der rote Schopf ist nicht in diesem Ausmaß verlängert wie bei den Männchen. Der rote Bartstreif, der bei den Männchen am unteren Schnabelansatz beginnt und sich bis zum Halsansatz fortsetzt, fehlt bei den Weibchen. Jungvögel sind matter gefärbt, die Schwarztöne spielen leicht ins Bräunliche – ansonsten ähnelt das Jugendgefieder dem Weibchengefieder; am Ende des ersten Lebensjahres mausern Jungvögel ins Adultgefieder.
Der Helmspecht könnte bei ungenügenden Sichtbedingungen mit dem Elfenbeinspecht verwechselt werden; wahrscheinlich sind die angeblichen Sichtungen des Elfenbeinspechtes in Arkansas auch auf solche Verwechslungen zurückzuführen. Abgesehen von der Größe ist jedoch der Elfenbeinspecht durch die breite Weißzeichnung auf Nacken und Rücken, die schwarze Kappe und den langen, elfenbeinfarbenen Schnabel gut gekennzeichnet.

## Lautäußerungen
Der Helmspecht ist eine akustisch sehr auffällige Spechtart. Er verfügt über eine große Anzahl unterschiedlicher Rufe und Ruffolgen, die jedoch individuell recht verschieden und schwer transkribierbar sind. Am charakteristischsten ist die häufig mit Kiieh ... kiii ... kiih umschriebene Ruffolge. Sie beginnt mit einigen abgesetzten, länger gezogenen Einzelelementen und steigert sich schneller und höher werdend zu einem grellen und lauten Stakkato. Die Strophe besteht aus bis zu zwanzig Einzelrufen und ist sexuell und territorial motiviert. Häufig sind auch Wuuk- oder Chuuk-Rufe zu hören. Die Trommelwirbel des Helmspechtes sind relativ langsam, sodass die Einzelschläge gut wahrnehmbar sind; die mit relativ langen Intervallen vorgetragenen Wirbel sind vor allem im Spätwinter und frühen Frühjahr zu hören.

## Verbreitungsgebiet

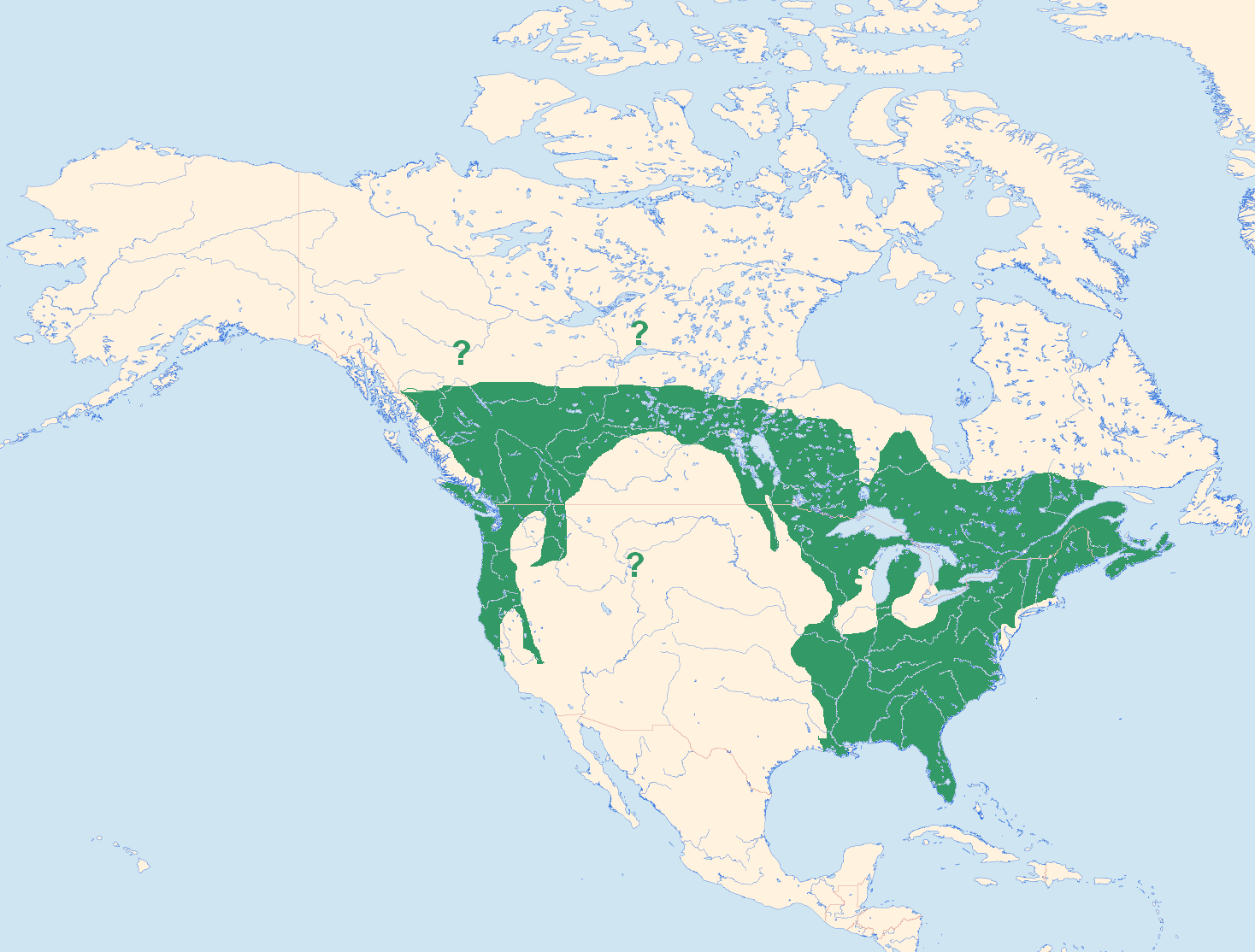
Verbreitungsgebiet des Helmspechts

Die äußerst nordöstlichen Brutgebiete dieser Spechtart liegen in Nova Scotia und New Brunswick. Nach Westen hin ziehen sie sich über die Waldgebiete Südkanadas fort und erreichen in British Columbia den Pazifik. Nach Süden hin brütet die Art in Küstenwäldern und Bergregionen von Washington, Ontario südwärts bis Mittelkalifornien sowie in Teilen Montanas, Nevadas, Idahos, Wyomings und Utahs. Im Osten sind geeignete Habitate von Südkanada bis Florida besiedelt, nach Westen hin liegt die Verbreitungsgrenze am Ostrand der Great Plains, in die der Helmspecht nur entlang einiger bewaldeter Flusstäler eindringt. Der Verbreitungsschwerpunkt liegt in den feuchten Waldgebieten des Südostens.
Der Helmspecht ist in Bezug auf die Baumzusammensetzung seiner Brut- und Nahrungsbiotope nicht wählerisch, wohl aber, was deren Altersstruktur anbelangt. Er benötigt alte, hochstämmige Nadel- oder Laubwälder, die einen gewissen Anteil von Bäumen in ihrer Zerfallsphase aufweisen. Ebenso müssen stehendes oder liegendes Totholz sowie vermodernde Baumstümpfe vorhanden sein. Hohe Brutdichten in Gewässernähe deuten auf eine gewisse Affinität zu feuchten Biotopen hin. Helmspechte brüten vom Meeresniveau bis in montane Regionen über 2000 Metern.
Die Siedlungsdichte ist sehr unterschiedlich. In optimalen Habitaten, wie etwa den Hartholzauen in Arkansas können Helmspechtreviere weniger als 50 Hektar umfassen, meist sind sie jedoch bedeutend ausgedehnter. Die Durchschnittsgrößen liegen bei 500 Hektar, suboptimale Reviere erstrecken sich über mehr als 10 Quadratkilometer.

## Systematik
Die Gattung Dryocopus umfasst nach heute nicht unumstrittener Ansicht acht Arten großer bis sehr großer Hackspechte von meist schwarzer, beziehungsweise schwarz-weißer Gefiederfärbung. Bei den meisten ist das Scheitelgefieder verlängert und rot gefärbt. Vier Spechte dieser Gattung haben ihr Hauptverbreitungsgebiet in der neotropischen, zwei in der paläotropischen und je eine in der nearktischen beziehungsweise in der paläarktischen Faunenregion. Dryocopus pileatus bildet eine Superspezies mit dem Linienspecht (D. lineatus) und dem Schwarzbauchspecht (D. schulzi). Überschneidungen der Brutgebiete bestehen nicht.
Neue molekulargenetische Untersuchungen legen eine taxonomische Revision der offenbar paraphyletischen Gattung Dryocopus nahe. Für die fünf nearktischen/neotropischen, bisher Dryocopus zugezählten Großspechte steht als ältester Gattungsname Hylatomus zur Verfügung. Er wurde 1858 von Spencer Fullerton Baird für den Helmspecht eingeführt.
Es werden bis zu vier Unterarten beschrieben, allgemein anerkannt sind jedoch nur D. p. abieticola (Bangs 1898)  und die Nominatform D. p. pileatus (Linnaeus 1758)   Die Vertreter der in den nördlichen und nordwestlichen Verbreitungsgebieten brütenden Unterart D. p. abieticola sind etwas größer und weisen häufiger Grauzeichnungen auf Kehle und Brust auf. Bei ihnen ist auch die Grauflockung des Rückengefieders deutlicher als bei den geringfügig kleineren, auf der Oberseite einheitlich schwarz wirkenden Vögeln der Nominatform. Die Brutgebiete von D. p. pileatus liegen östlich und südöstlich von Kansas und reichen ostwärts bis zur Atlantikküste und südwärts bis Florida und an die Golfküste.

## Nahrung und Nahrungserwerb

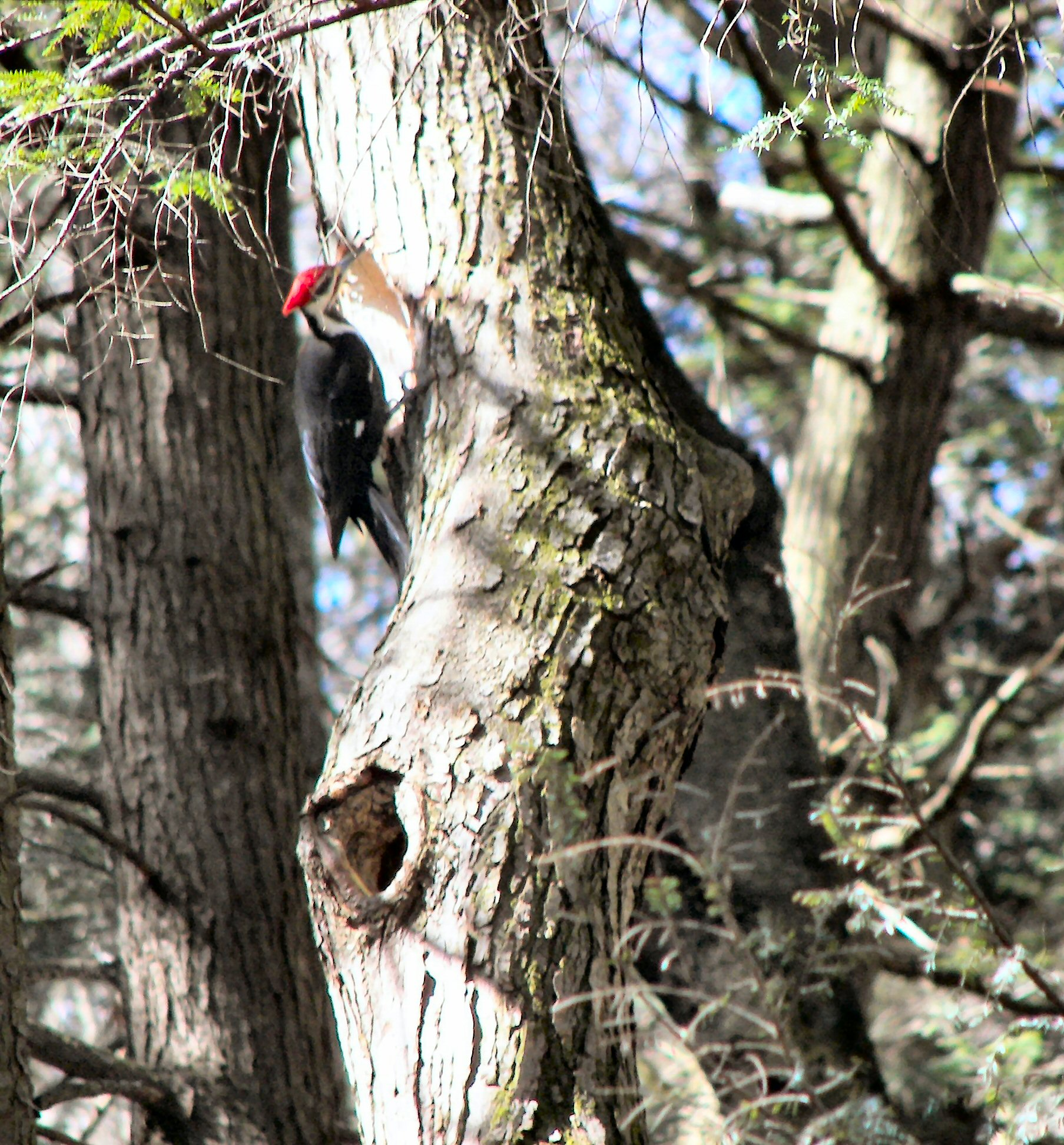
Helmspecht in seinem Lebensraum

Helmspechte ernähren sich überwiegend von waldbewohnenden Ameisen, insbesondere von Vertretern der Rossameisen (Camponotus sp.) und Waldameisen (Formica sp.) sowie von Larven von holzbohrenden Käfern. Andere Insekten wie Fliegen, Läuse oder Raupen spielen nur eine untergeordnete Rolle. Daneben werden in geringerem Ausmaß Früchte, Nüsse, Samen und Beeren aufgenommen.
Helmspechte suchen ihren Lebensraum sowohl am Boden als auch im Stamm- und Astbereich systematisch nach geeigneten Nahrungsobjekten ab. Dabei werden Insekten sowohl von der Oberfläche aufgelesen, unter Rindenabschnitten durch oberflächliches Aufhämmern und Wegstemmen von Rindenstücken erbeutet sowie durch großflächige und tiefgreifende Hackarbeit freigelegt. Beim Nahrungserwerb spielt die lange, spitz zulaufende, mit klebrigem Speichel feucht gehaltene Zunge eine wesentliche Rolle, die weit in die Gänge von Beutetieren vordringen kann. Über die Verwendung von Schmieden und die Anlage von Nahrungsdepots ist nichts bekannt.

## Brutbiologie
Helmspechte werden am Ende ihres ersten Lebensjahres geschlechtsreif, doch sind Brutpaare, bei denen sich beide Partner im zweiten Kalenderjahr befinden, selten, die meisten stehen in ihrem dritten Kalenderjahr oder sind älter. Der Helmspecht führt wahrscheinlich eine monogame Dauerehe. Neben Rufreihen und Trommelwirbeln bilden Schauflüge, ritualisierter Höhlenbau und Höhlenzeigen die wichtigsten Balz- und Paarbildungselemente. Die Nisthöhle wird im Spätwinter und Frühjahr in verschiedenen Nadel- und Laubbäumen angelegt. Im Norden des Verbreitungsgebietes überwiegen Nadelbäume wie Douglasfichte, Hemlocktanne oder Purpur-Tanne, im Süden stehen eher Laubbäume wie Eichen, Ulmen oder Sycamoren (vor allem Platanus occidentalis) im Vordergrund. Bevorzugt werden tote oder geschädigte Bäume, doch ist die Art imstande, die Nisthöhlen auch in gesundes Holz zu schlagen. Die Höhlen werden von beiden Geschlechtern in mächtigen Bäumen, fast ausschließlich in Höhen über 15 Metern, angelegt. Das Einflugloch ist hochoval, die Maße liegen bei 5,5 × 4,5 Zentimetern. Meist besteht ein Vollgelege aus vier (1–6) reinweißen Eiern mit einer durchschnittlichen Größe von 33 × 24 Millimetern. Legebeginn der südlichsten Populationen ist bereits Anfang März, in nördlichen beziehungsweise höher gelegenen Brutgebieten im April und Anfang Mai. Es liegen nur wenige Angaben zur Brutdauer vor, die auf eine Spanne zwischen 15 und 18 Tagen schließen lassen. Während der ersten 8 Tage werden die Nestlinge fortwährend von einem Elternteil, meist dem Weibchen, gehudert, später schlüpfen die fütternden Eltern nur zur Futterübergabe ein; in der letzten Woche der etwa 28–32 Tage dauernden Nestlingszeit füttern die Eltern am Einflugloch. Die Führungszeit dauert bis in den Frühherbst, erst dann löst sich der Familienverband auf. Über das Jugenddispersal ist nur wenig bekannt; Beobachtungen in Oregon deuten auf nur kleinräumige Zerstreuungswanderungen hin.

### Bruterfolg und Lebensdauer
Soweit bekannt, scheint der durchschnittliche Bruterfolg der Art relativ hoch zu sein. In Oregon flogen aus 83 Prozent der 42 untersuchten Nester Jungspechte aus, der Bruterfolg lag bei 2,26 Individuen/Brutpaar. In Alberta ergab ein etwas größeres Sample noch günstigere Zahlen: Von 104 Nestern flogen aus 97 Junge aus (93,3 Prozent); 2 Junge aus 29 Nestern und 3 Junge aus 68 Nestern.
Zur Lebensdauer liegen nur wenige Daten vor. Etwa 60 Prozent der Jungvögel überlebt das erste Kalenderjahr. Zwei nestjung beringte Vögel wurden nach mehr als 9 Jahren wiedergefunden.

## Bestandssituation und Gefährdung
Zurzeit wird die Gesamtpopulation der Art auf etwa 1 Million Individuen geschätzt. Seit 1966 sind in den westlichen und nordwestlichen Brutgebieten wesentliche Bestandszunahmen zu verzeichnen. Vor allem forstwirtschaftliche Maßnahmen und das Nachlassen des Jagddrucks werden dafür verantwortlich gemacht. Insbesondere werden Bäume später gefällt, sodass sie größere Stammdurchmesser erreichen können. In vielen Staatsforsten werden lebende und tote Bäume mit einem Stammdurchmesser über 50 Zentimeter nicht mehr entnommen. Dem gegenüber stehen Bestandsabnahmen vor allem im Südosten des Verbreitungsgebietes, die auf eine generelle Verringerung der Waldbedeckung seit den 70er Jahren zurückzuführen sind.
Hauptprädatoren des Helmspechtes sind verschiedene Greifvögel wie etwa Habicht, Rundschwanzsperber oder Rotschulterbussard sowie große Eulen wie der Virginia-Uhu oder der Streifenkauz. Ruhende und brütende Vögel sowie Nestlinge beziehungsweise Gelege werden von Eichhörnchen, Mardern und baumkletternden Schlangen wie etwa der Erdnatter erbeutet.
Die direkte Verfolgung hat in den letzten Jahrzehnten stark nachgelassen, spielt jedoch noch immer eine gewisse Rolle. Wichtigere bestandsminimierende Faktoren sind jedoch Eingriffe in den Lebensraum wie Abholzung, Straßenbau sowie bergbauliche Aktivitäten.

### Zitierte Quellen
1. ↑  Ruffolge des Helmspecht: Chuk-Rufe - Trommeln} (Pileated Woodpecker. In: Birdweb. Seattle Audubon, abgerufen am 24. April 2019 (englisch).)
2. ↑   Evelyn L. Bull, Jerome A. Jackson (2011) Home Range
3. ↑   TiF - Piciformes Checklist
4. ↑   Winkler (1995)
5. ↑   Winkler, H. & Christie, D.A. (2002). Pileated Woodpecker (Hylatomus pileatus). In: del Hoyo, J., Elliott, A., Sargatal, J., Christie, D.A. & de Juana, E. (eds.) (2013). Handbook of the Birds of the World Alive. Lynx Edicions, Barcelona. (abgerufen auf https://www.hbw.com/node/56286 am 30. Oktober 2014)
6. ↑   TiF - Piciformes Checklist
7. ↑   University Wisconsin - Digital Collection
8. ↑   Evelyn L. Bull, Jerome A. Jackson (1995) Systematic
9. ↑  Evelyn L. Bull, Jerome A. Jackson (2011) Breeding
10. ↑  Evelyn L. Bull, Jerome A. Jackson (1995) Breeding
11. ↑  Evelyn L. Bull, Jerome A. Jackson (2011) Breeding
12. ↑  Evelyn L. Bull, Jerome A. Jackson (1995) Immature Stage
13. ↑  Evelyn L. Bull, Jerome A. Jackson (2011) Annual And Lifetime Reproductive Success Western U.S. and Canada.
14. ↑  Evelyn L. Bull, Jerome A. Jackson (2011) Life Span And Survivorship
15. ↑  Factsheet auf BirdLife International
16. ↑  Evelyn L. Bull, Jerome A. Jackson (2011) Trends: Geographic And Temporal
17. ↑  Evelyn L. Bull, Jerome A. Jackson (2011) Predation